# 바타공항
바타 공항(IATA: BSG, ICAO: FGBT)은 적도 기니 리토랄주의 바타를 운항하는 공항이다. 말라보 국제공항에 이어 적도 기니에서 두 번째로 큰 공항이다.

## 개요

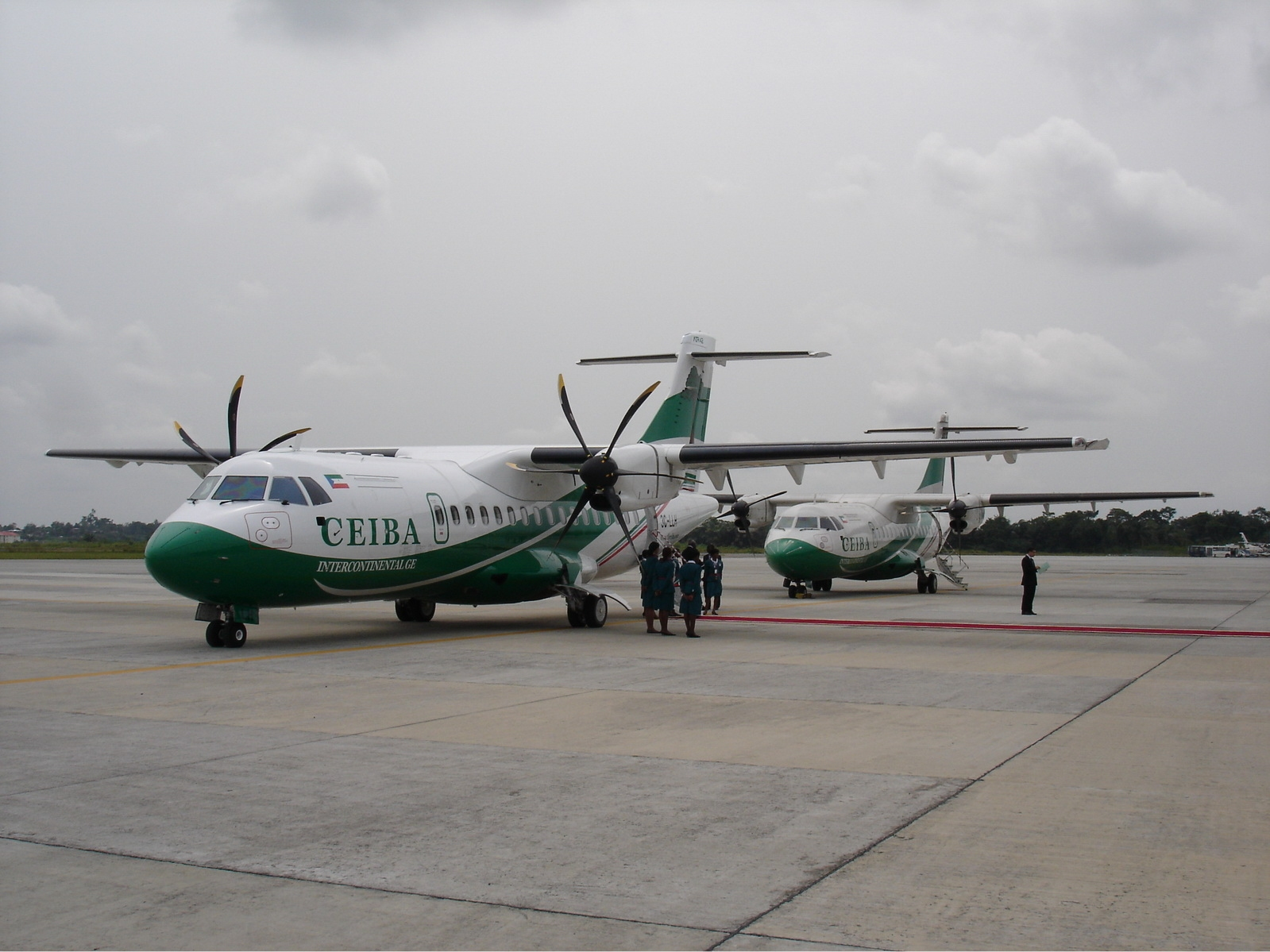
바타 공항의 세이바 인터콘티넨털 항공 ATR 42

공항은 바타 북쪽 4km, 우톤데 남쪽 3.8km에 위치한다. 이 공항에는 낮에만 밝은 조명 아래서 운항하는 3310m 길이의 활주로가 있다. 국영 항공사와 4개의 다른 민간 회사가 바타 산업의 대부분을 차지하며, 비오코의 말라보 국제공항 또는 안노본이나 몽고모 공항에서 승객을 수송한다. 이 공항은 보잉 737을 수용할 만큼 크다. 그럼에도 불구하고 긴 활주로 덕분에 2020년 베트남 항공이 A350-900을 이용하여 발이 묶인 베트남 시민들을 귀국시킨 사례에서 보듯이 에어버스 A350과 보잉 787과 같은 대형 쌍발 제트기가 이 곳에서 이착륙할 수 있다. 바타는 2001년에 15,000명의 승객을 처리했다.
2002년 7월, 공항의 모든 직원들은 야당인 인민연합의 지도자가 가봉행 항공기에 탑승하도록 허용한 혐의로 체포되었다.

## 항공사 및 목적지
| 항공사                   | 목적지   |
| ------------------------ | -------- |
| 아프리젯                 | 리브르빌 |
| 세이바 인터콘티넨털 항공 | 말라보   |
| 크로노스 항공            | 말라보   |

## 같이 보기
- 적도 기니의 공항 목록